# 胡斯·楊森

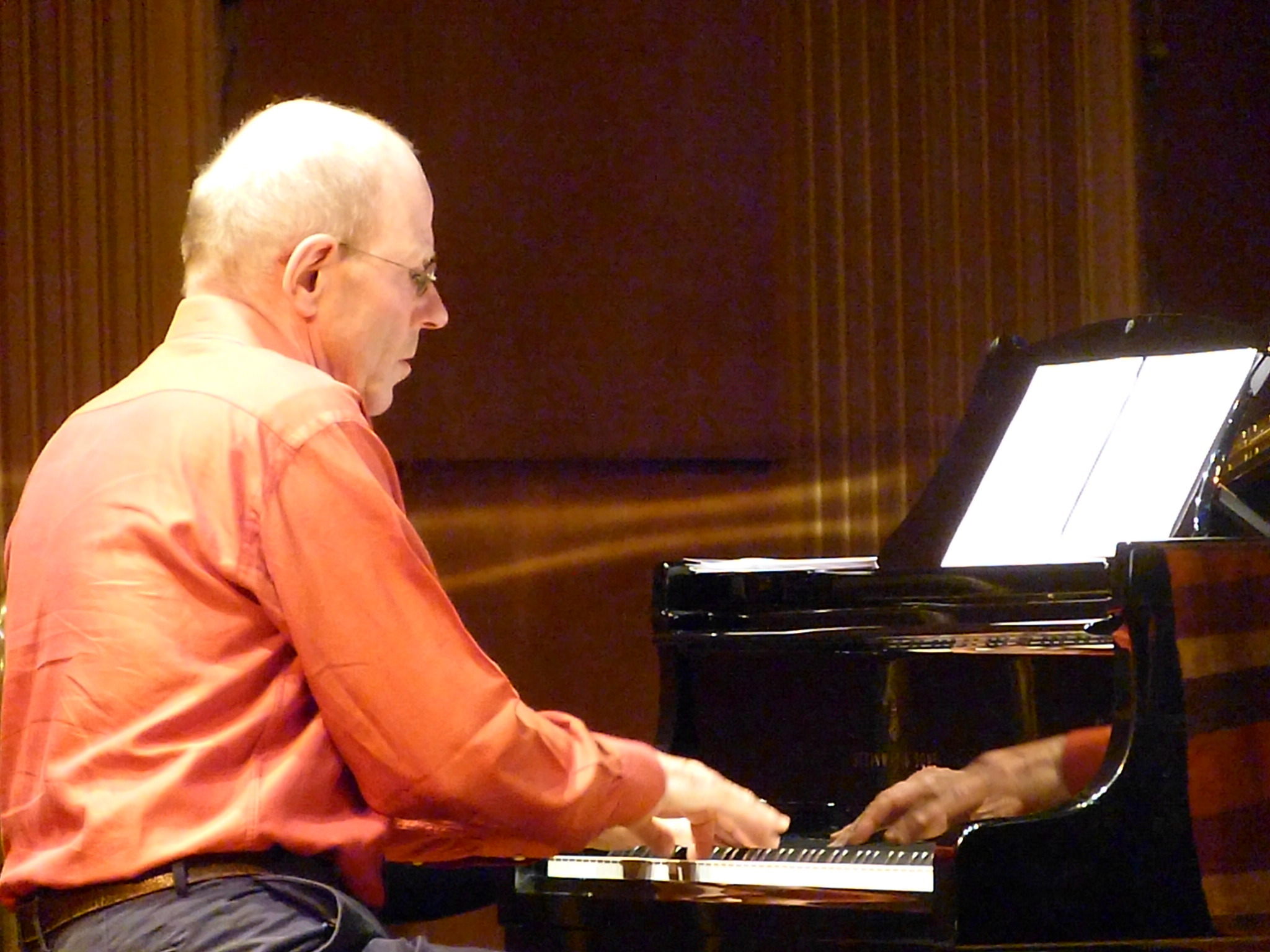
胡斯·杨森，2017年

胡斯·楊森（荷蘭語：Guus Janssen；1951年5月13日—）是荷兰當代音樂作曲家、录音艺术家、钢琴家和大鍵琴演奏家。他曾與弗利索·哈佛爾坎普一起創作過兩齣歌劇。
楊森是海洛人，他曾在阿姆斯特丹的斯韋林克音樂學院學習鋼琴及作曲，也曾向汤·哈特苏克學習鋼琴。1984年得到馬蒂爾斯·魏莫倫獎。
他也活躍於爵士樂表演。